# Грузьке (Криворізький район)
Гру́зьке — село в Україні, Криворізькому районі Дніпропетровської області.
Орган місцевого самоврядування — Грузька сільська рада. Населення — 423 мешканця.

## Населення

### Мова
Розподіл населення за рідною мовою за даними перепису 2001 року:
| Мова       | Кількість | Відсоток |
| ---------- | --------- | -------- |
| українська | 405       | 95.75%   |
| російська  | 18        | 4.25%    |
| Усього     | 423       | 100%     |

## Географія
Село Грузьке знаходиться над річкою Балка Грузька, нижче за течією на відстані 1,5 км розташоване село Новолозуватка. Поруч проходить автомобільна дорога Н23.

## Економіка
- Молочно-товарна і птахо-товарна ферми.
- «Новолозоватське», ТОВ.

## Об'єкти соціальної сфери
- Школа I—II ст.
- Будинок культури.

## Постаті
- Камаганцев Анатолій Валерійович (1981—2014) — молодший сержант Збройних сил України, учасник російсько-української війни, поліг під Іловайськом.